# Tovuz

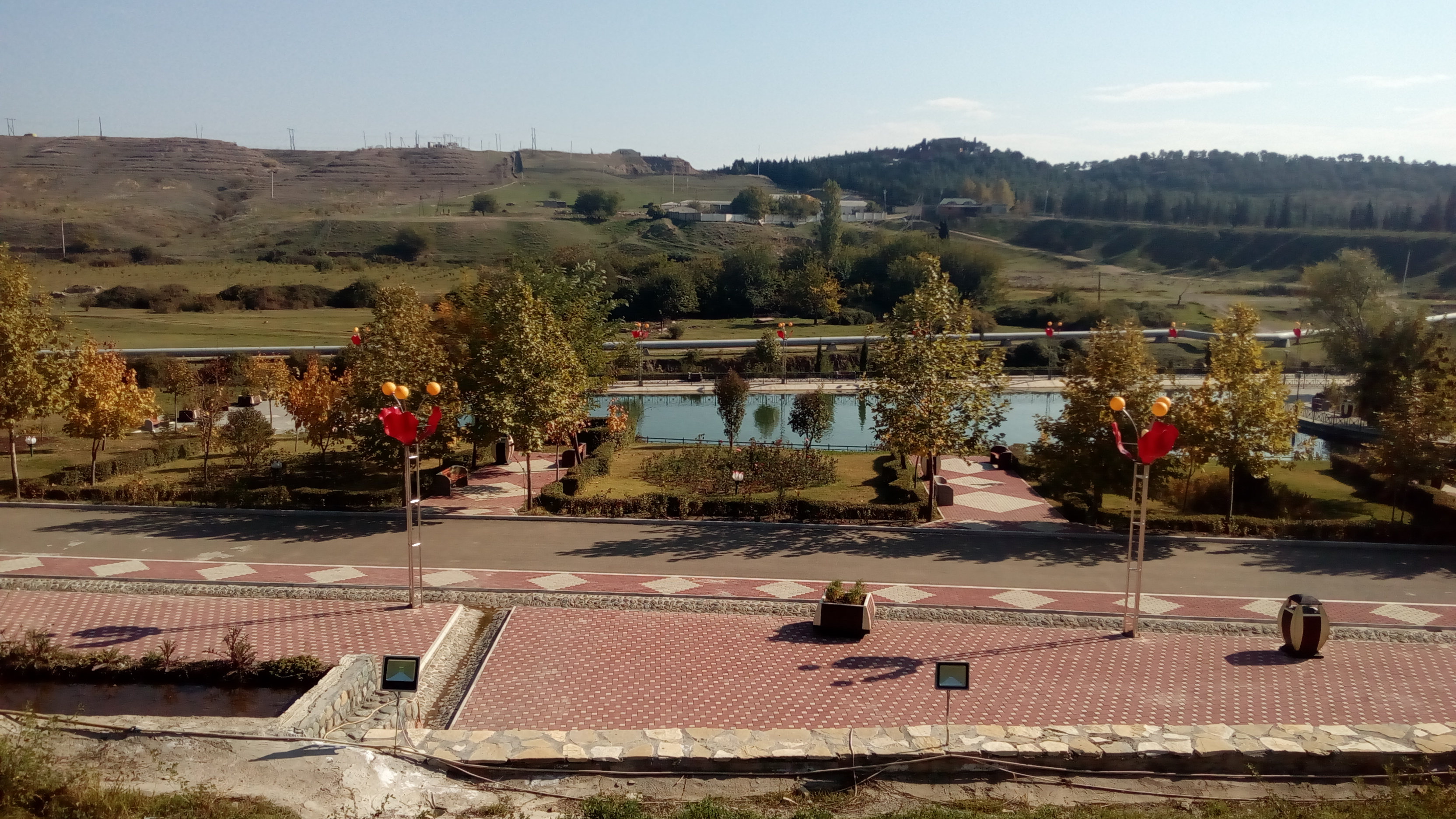
Tovuz, Heydar Alijevi park

Tovuz este un oraș din Azerbaidjan.